# Casa na Rua 25 de Abril, n.º 30
A Casa na Rua 25 de Abril, n.º 30 é um edifício na vila de Alcantarilha, no Município de Silves, em Portugal. 

## Descrição e história
O edifício, de função residencial, apresenta uma arquitectura típica da região, possuindo apenas um piso. Destaca-se a chaminé, em forma de torre cilíndrica, no lado oriental do telhado. Está situada na Rua 25 de Abril, junto ao limite Norte de Alcantarilha. A casa foi provavelmente construída durante o século XX.